# Bar-El-Gazal

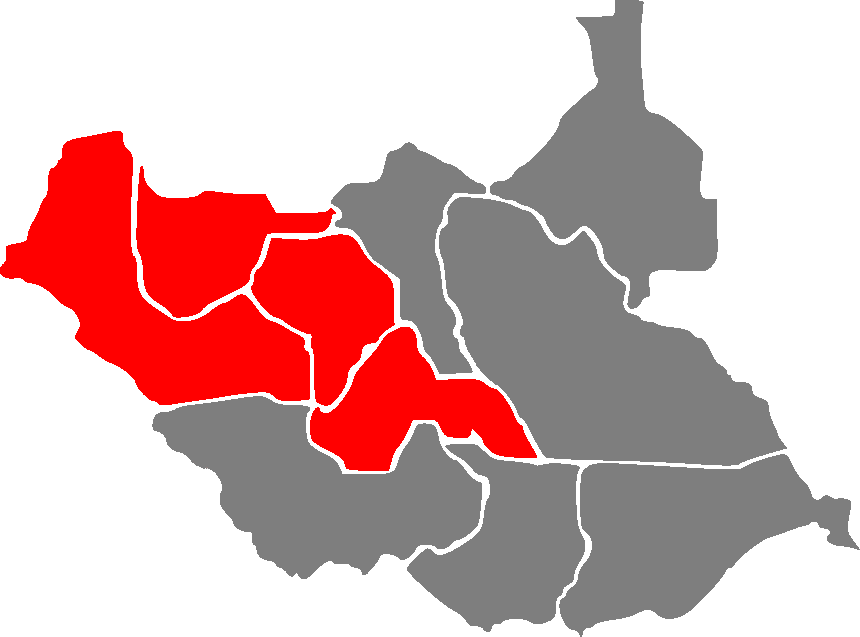
Localização da região de Bar-El-Gazal no Sudão do Sul

Bar-El-Gazal (em árabe: بحر الغزال, translit. Bahr el-Ghazal, lit. 'rio das gazelas') é uma das regiões do Sudão do Sul. Fica no noroeste do país. O seu nome provém do rio das Gazelas, afluente do rio Nilo também chamado de "Bar-El-Gazal".
O estado foi separado de Equatória em 1948. A área é sobretudo composta por planaltos e maioritariamente habitada pelo povo dinca. A região foi visitada pelo antropólogo britânico E. E. Evans-Pritchard em 1929, que a descreveu ao mundo ocidental.
A região engloba os estados de Bar-El-Gazal Ocidental, Bar-El-Gazal do Norte, Lagos, e Warab. Faz fronteira com a República do Sudão a norte, com as regiões sul-sudanesas do Grande Nilo Superior a leste e Equatória a sul, e com a República Centro-Africana a oeste.